# Edificio Monserrate
El Edificio Monserrate es un inmueble situado en la localidad de La Candelaria de Bogotá, en el barrio La Catedral. Se encuentra situado en el costado sur de la avenida Eje Ambiental entre las carreras Cuarta y Quinta, en la dirección urbana Avenida Jiménez No. 4-49.
Fue diseñado por Germán Tejero de la Torre en 1946, y su diseño estructural y construcción lo realizó la empresa INGECON S.A., en cabeza del Ingeniero Carlos García Reyes.

## Historia
La familia Cano, entonces propietaria del diario El Espectador, en manos de su director, Gabriel Cano Villegas, inició el proyecto de construcción de su sede en la Avenida Jiménez. 
Originalmente se planearon 13 pisos, y se inicia su construcción en 1946, presentando un proyecto de 11 pisos en una torre principal u occidental y 9 en una plataforma o torre oriental. A raíz de las normas y directrices de la Oficina de Obras Públicas, se aprueba, bajo la licencia de construcción No. 1461 de 1946, 9 pisos en la torre y 7 pisos en plataforma, anulando dos pisos tipo y dejando el piso 9 como piso de remate. Bajo la licencia No 0796 del 10 de marzo del 1947 se autorizaron obras en los pisos 8 y 9, obras sin especificar.
La azotea del nivel 10 se utilizó eventualmente para construir, bajo la licencia No. 2306 del 29 de marzo de 1949, un apartamento de vivienda, al cual no llegaba ninguno de sus dos ascensores, ya que el cuarto de máquinas se ubicaba sobre esta azotea y lo envolvía el mismo apartamento; es por esto que al acceso a este apartamento se hace por medio de  las escaleras comunales. La marquesina de vidrio y ventanearía perimetral del piso 10 se construyó bajo la licencia de construcción 0445 del 26 de febrero de 1951, necesaria para control de filtraciones de aguas lluvias.
Inicialmente el edificio contaba con 9 pisos, un sótano y una azotea, que fue eventualmente convertido en apartamento residencial. En su lote vecino, donde hoy día se ubica el Edificio Lerner, que originalmente se llamaría "Edificio Guadalupe", se construyeron tres o cuatro niveles donde funcionaron, en conjunto con los sótanos del mismo Edificio Monserrate, las imprentas de El Espectador.
El edificio albergó las instalaciones del diario El Espectador hasta 1963, cuando la sede se desplazó al occidente de Bogotá. En 1952, en este edificio funcionaban las oficinas de la Esso además de las de El Espectador. Funcionaba también la sede o agencia de Correo Lansa y la empresa Aeroexpresos. 
El sábado 6 de septiembre de 1952, tuvo lugar en Bogotá una jornada de saqueos e incendios, la cual afectó las sedes de los periódicos El Tiempo y El Espectador, que fueron atacadas, quedando la primera en ruinas, y la segunda parcialmente afectada.
A finales de los años 1960 El Espectador vendió el edificio a manera de "propiedad horizontal", y ya en los años 1970 fue convertido a propiedad horizontal, por medio de la licencia de construcción 1695 del 6 de abril de 1973, con el arquitecto Armando Montaña Aranguren como proyectista y constructor, y la firma Francisco Forero T y Cia Ltda. como calculista. El reglamento inicial de propiedad horizontal se presentó para aprobación en mayo de 1973, y finalmente, bajo las resoluciones 825  de 26 de julio de 1973 (proyecto de división inicial de la propiedad horizontal) y la resolución 2255 del 16 de septiembre de 1975 (modificación de proyecto de división de los pisos 2 al 9).
Se crearon así 135 oficinas, cuatro locales comerciales y un apartamento que otrora fuera la residencia de la familia Cano (propietaria de El Espectador).
El Edificio Monserrate Propiedad Horizontal se cataloga como conservación arquitectónica Categoría B. Así mismo, al hacer parte del centro histórico de Bogotá, declarado como monumento nacional, es un bien de interés cultural el ámbito nacional.
A finales de los década de 1990, se construyó el Eje Ambiental de Bogotá sobre la Avenida Jiménez. Así mismo se construyeron en sus inmediaciones las estaciones del sistema de Transmilenio Museo del Oro y Las Aguas, que se ubican a corta distancia del Edificio.
Durante los últimos años, sus propietarios se han dedicado a invertir y en renovar la infraestructura del inmueble.